# Hard Reset
Hard Reset is een first-person shooter exclusief voor Microsoft Windows gemaakt door Flying Wild Hog. De enige manier om het spel te verkrijgen is via download op Steam.

## Plot
In de laatst overgebleven menselijke stad, Bezoar, komt Major Fletcher in een conflict tussen 's werelds grootste vijanden. Hij ontdekt dat niets lijkt zoals het is.